# Tanga (Tanzania)
Tanga es a la vez el nombre de la ciudad portuaria más al norte de Tanzania, y la región circundante de Tanga. Es la sede regional de la región. Con una población de 393,429 habitantes en 2022, Tanga es una de las ciudades más grandes del país. Es una ciudad tranquila en comparación con, por ejemplo, Arusha o Moshi con un número comparable de habitantes.
La ciudad de Tanga se asienta junto al océano Índico, cerca de la frontera con Kenia. Las principales exportaciones desde el puerto de Tanga incluyen el sisal, el café, el té y el algodón. Tanga es también un importante terminal de ferrocarril, que conecta gran parte del interior de Tanzania desde norte con el mar. A través de la línea enlace de la Tanzania Railways Corporation y de la línea central, Tanga está vinculada a la región africana de los Grandes Lagos y la capital económica tanzana de Dar es Salaam. El puerto y sus alrededores forman el centro de la vida en Tanga; se extiende bastantes kilómetros cudarados, con varios mercados en varios barrios. Se llega a la ciudad mediante el aeropuerto de Tanga.
En la ciudad se encuentra el Hospital regional de Bombo, sede del Grupo de Trabajo sobre el Sida de Tanga.

## Ciudades hermanas
- Eckernförde, Alemania (desde 1963)
- Kemi, Finlandia (desde 2007)
- Tifariti, República Árabe Saharaui Democrática
- Toledo, USA (desde el 28 de agosto de 2001)
- Weihai, China